# Miltiadis Guskos
Miltiadis Guskos (gr. Μιλτιάδης Γούσκος; ur. 1874 lub 1877 na wyspie Zakintos, zm. 9 lipca 1903 w Indiach Brytyjskich) – grecki lekkoatleta (kulomiot), uczestnik igrzysk olimpijskich w 1896.

## Igrzyska w Atenach w 1896
Miltiadis Guskos był jednym z 7 uczestników konkursu pchnięcia kulą. W zawodach zajął drugie miejsce z wynikiem 11,03 m (według innych źródeł 11,20 m) przegrywając z Amerykaninem Robertem Garrettem o 19 cm (2 cm).

## Śmierć
Guskos zmarł w Indiach Brytyjskich. Przyczyną jego śmierci było zatrucie pokarmowe.